# Luboszów Przystanek
Luboszów Przystanek – zlikwidowany przystanek osobowy w Luboszowie na linii kolejowej nr 283 Jelenia Góra – Żagań, w województwie dolnośląskim.